# Comuna Murovane, Starîi Sambir
Murovane (în ucraineană Муроване) este o comună în raionul Starîi Sambir, regiunea Liov, Ucraina, formată din satele Bereziv, Murovane (reședința), Șumîna și Tarnavka.

## Demografie
Componența lingvistică a comunei Murovane
     Ucraineană (99,57%)
     Alte limbi (0,36%)
Conform recensământului din 2001, majoritatea populației comunei Murovane era vorbitoare de ucraineană (99,57%), existând în minoritate și vorbitori de alte limbi.